# Trotton
Trotton – wieś w Anglii, w hrabstwie West Sussex, w dystrykcie Chichester. Leży 18 km na północ od miasta Chichester i 75 km na południowy zachód od Londynu.